# Rai Vloet
Pour les articles homonymes, voir Vloet.
Rai Vloet est un footballeur néerlandais né le 8 mai 1995 à Schijndel. Il évolue au poste d'attaquant à l'Oural Iekaterinbourg.

## Palmarès

### En club
- Championnat des Pays-Bas : 2015 et 2016

### En équipe nationale
- Pays-Bas -17 ans
  - Vainqueur du championnat d'Europe des moins de 17 ans en 2012